# Muzzon al-Mellehan

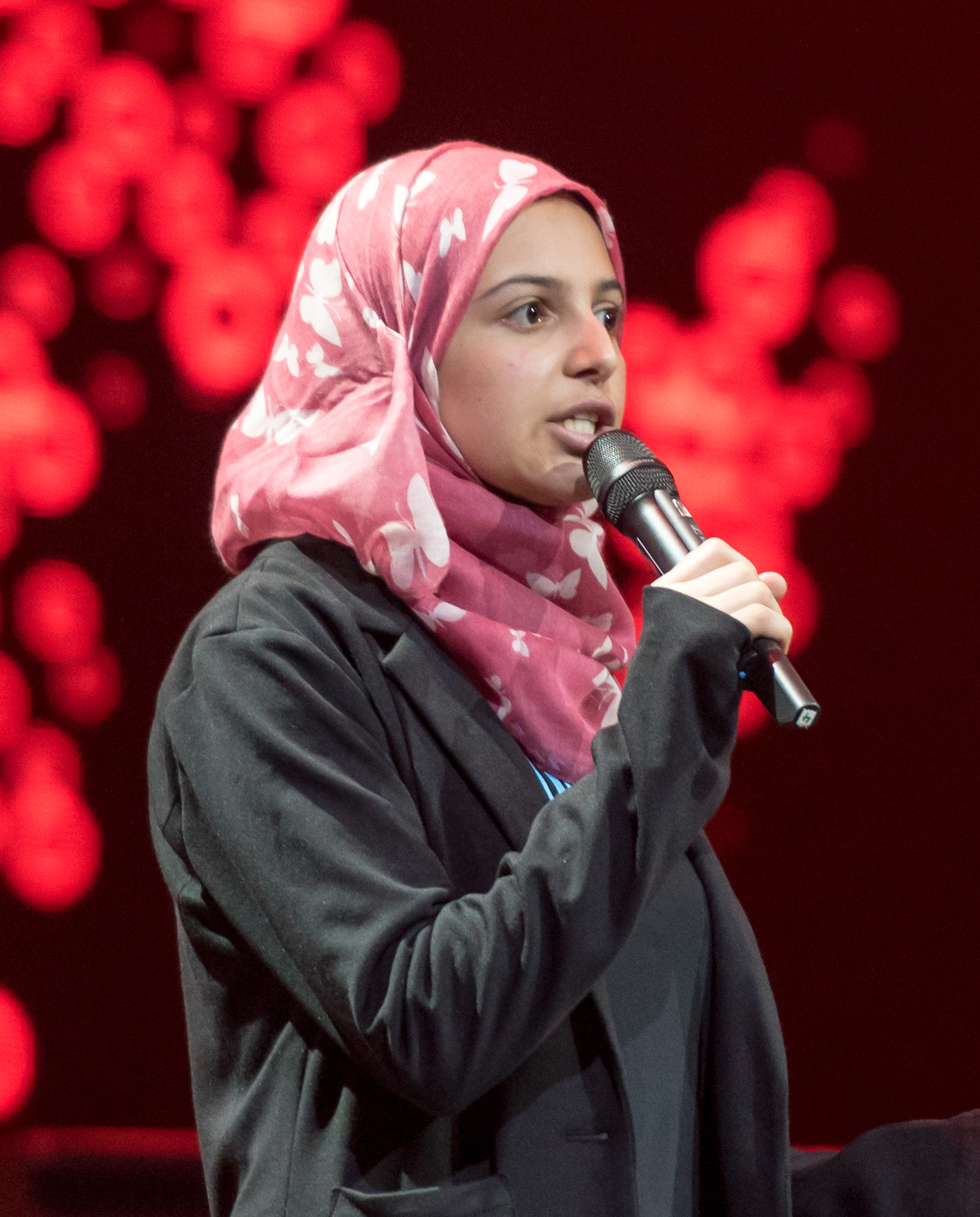
Muzoon al-Mellehan al Global Citizen Festival a Hamburg (2017)

Muzzon Almellehan o al-Mellehan (àrab: مزون المليحان, Muzzūn al-Mallīḥān) (Daraa, Síria, 8 d'abril de 1999) és una activista i refugiada siriana establerta al Regne Unit. És coneguda per la seva labor per a promoure l'escolarització de nens refugiats. Molts mitjans es refereixen a ella com la "Malala de Síria". Almellahan va ser la primera ambaixadora de bona voluntat d'UNICEF amb estatus oficial de refugiat.

## Biografia
Almellehan va néixer en el 8 d'abril de 1999 en Daraa, al sud-oest de Síria. Els seus pares es diuen Eman i Rakan Almellehan. El seu pare era professor. Té dos germans i una germana, que són entre un i quatre anys més joves que ella. Després del començament de la guerra civil siriana, la seva ciutat va ser assetjada pel govern per a després caure sota el control de les forces islamistes a principis de 2014. Quan va augmentar la violència, la seva família es va desplaçar a Jordània, on van viure durant tres anys en diferents camps de refugiats. El primer campament on van viure estava al sud del seu país, després es van traslladar a Za'atari i després a Azraq, un altre campament jordà. Finalment van poder negociar el trasllat al Regne Unit, gràcies a un pla anunciat al setembre de 2015 per David Cameron, pel qual el govern britànic es comprometia a rebre 20.000 refugiats sirians. La família va arribar així a Newcastle, després de dos mesos i mig, convertint-se en uns dels primers refugiats sirians admesos al Regne Unit. Almellehan va estudiar al costat d'altres vuit nens refugiats a l'Escola Kenton.

## Activisme
Almellehan va començar el seu activisme per l'educació de les nenes perquè la meitat de les seves companyes de classe en Za'atari deixaven el col·legi per a casar-se. Encara que el matrimoni infantil no és particularment comú a Síria, aquest va augmentar dràsticament després de l'esclat de la guerra civil. Almellehan era coneguda per intentar convèncer als pares que deixessin als seus fills, particularment a les noies, en escoles de refugiats en lloc d'obligar-les a casar-se. També intentava convèncer als nens que continuessin els seus estudis.
Almellehan és amiga de Malala Yousafzai, a qui va conèixer l'any 2014, quan Yousafzai va visitar el campament de refugiats on s'allotjava Almellehan. Yousafzai va convidar a Almellehan a la cerimònia de lliurament del premi Nobel de la Pau que va guanyar.
La labor activista de Almellehan ha estat reconeguda en diversos països, la qual cosa l'ha fet guanyar-se el títol de "la Malala de Síria".
El 2017, Muzoon Almellehan va participar en Social Good, una conferència realitzada en el marc de la 72è assemblea de l'ONU a Nova York. Aquell any també va ser escollida ambaixadora de bona voluntat de l'UNICEF.
Ha rebut el Premi Internacional Jo Dona 2018.